# SN 2000fg
SN 2000fg – supernowa odkryta 16 listopada 2000 roku w galaktyce A012431-1023. W momencie odkrycia miała maksymalną jasność 18,80m.